# Nazianz
Nazianz (Nazianzos, griech. Ναζιανζός) war eine Stadt in Kappadokien und liegt 4 km nordwestlich des heutigen türkischen Dorfes Bekârlar (früher Nenezi).
Der ursprünglich Nadandos genannte Ort begegnet erstmals in spätrömischen Itinerarien; seit 325 ist er als Bistum belegt. 382/83 wird Gregor von Nazianz als Nachfolger seines gleichnamigen Vaters Gregor von Nazianz der Ältere hier Bischof. Im 11. Jahrhundert wird der Ort zum Metropolitensitz erhoben, im 14. Jahrhundert wird er als verwaist genannt.
Die Siedlungslage zeichnet sich durch zwei Ruinenhügel mit nur geringen Mauerresten und eine dazwischenliegende Senke aus, in der heute eine seldschukische Türbe steht. Von der von Gregor von Nazianz dem Älteren erbauten berühmten oktogonalen Kirche ist nichts mehr erhalten.